# Javiera Díaz de Valdés
Javiera Díaz de Valdés Alemparte (Santiago, 30 de junio de 1981) es una actriz de teleseries chilena y modelo de pasarela en retiro.

## Biografía
Nació el 30 de junio de 1981 en Santiago, en una comuna de clase alta. Hija de Eduardo Díaz de Valdés Moya; gerente de Engel & Völkers Zapallar, y de Pilar Alemparte Versluys, una diseñadora gráfica. A los dos años de edad, se trasladó junto a sus padres a Barcelona. Regresó a su país natal en diciembre de 1989.  
Por línea directa patrilineal de Javiera Carrera, miembros de la Familia Carrera, quienes tuvieron una destacada participación en la Guerra de Independencia de Chile,y de Pedro Díaz de Valdés Argüelles y Galán, un regidor colonial español natural de Gijón y segundo marido de Javiera Carrera, de quien la actriz hereda su primer apellido.

## Carrera artística
Fue modelo de la agencia Elite. Egresó de la Academia Club de Teatro de Fernando González. 
Se dio a conocer en la película Sexo con amor, dirigida por Boris Quercia.
En 2005 acepta un ofrecimiento del área dramática de Canal 13, participando en la teleserie Gatas y tuercas donde personifica a Europa San Juan. Esta participación le sirvió de vitrina para actuar en las películas Malta con huevo y Divine, además de renovar contrato con la estación católica donde también participó en la teleserie Charly Tango de 2006.
Fue uno de los rostros publicitarios de la tienda por departamentos Ripley, donde ha sido la protagonista de varios comerciales junto con otros rostros femeninos. Condujo el programa "Crea" de Canal 13 Cable.
Ha interpretado distintos personajes en teleseries de Chilevisión y Canal 13.
En 2012 actuó en Qué pena tu familia de Nicolás López.
En 2018 se integra a la teleserie Verdades ocultas para sustituir en el protagónico a Carmen Luz Zabala, la cual abandonó la historia a causa de su embarazo. Pese a que Zabala volvería tiempo después, Javiera se mantendría realizando otros papeles.

## Vida personal
Díaz de Valdés se casó el 27 de octubre de 2006 con el presentador de televisión, escritor y poeta chileno Pablo Mackenna Dörr. La pareja tiene una hija, Rosa Mackenna Díaz de Valdés, nacida el 3 de marzo de 2008. En octubre de 2009 se separó de su marido y posteriormente se reunieron, luego en 2012, ocurre la separación matrimonial definitiva. Algunos años después, se divorcian legalmente. 
En enero del 2017 comienza una relación de pololeo con otro descendiente de la antigua aristocracia castellano-vasca de Chile, tal como ella, Juan Manuel Vial Sanfuentes, un periodista especializado en crítica literaria. El 25 de noviembre de 2017, Díaz de Valdés contrae segundas nupcias con Vial en la casa de la actriz en Zapallar. En junio del 2020 ocurre la separación matrimonial, sin tener hijos. Luego el 5 de agosto de 2021, el exmarido de hecho de Díaz de Valdés fallece a los 50 años a causa de un cáncer agudo que padecía hace unos meses, lo que convierte irónicamente a Diaz de Valdés en la viuda legal de su exmarido de hecho.

## Filmografía
| Año  | Título                             | Papel                  | Director                            |
| ---- | ---------------------------------- | ---------------------- | ----------------------------------- |
| 2003 | Sexo con amor                      | Susan                  | Boris Quercia                       |
| 2005 | Se arrienda                        | Catalina               | Alberto Fuguet                      |
| 2007 | Malta con huevo                    | Rocío                  | Cristóbal Valderrama                |
| 2009 | Teresa                             | Manuela Portales Bello | Tatiana Gaviola                     |
| 2012 | Qué pena tu familia                | Carolina Sáez          | Nicolás López                       |
| 2012 | Partir to Live                     | —                      | Domingo García-Huidobro             |
| 2013 | Maknum González                    | Jacqueline             | George Von Knorring                 |
| 2013 | Una historia de In-felicidad       | Constanza              | Gabriel Hidalgo                     |
| 2016 | Fragmentos de Lucía                | Lucía                  | Jorge Yacoman                       |
| 2016 | Prueba de actitud                  | Jacinta                | Fabrizio Copano                     |
| 2018 | American huaso                     | Morgana                | José Palma                          |
| 2021 | Algo así como una historia de amor | Laura Palma            | Sebastián Badilla & Gonzalo Badilla |
| 2021 | El vacío                           | —                      | Gustavo Graef Marino                |

## Televisión
| Año       | Título           | Papel                             | Ref.            |
| --------- | ---------------- | --------------------------------- | --------------- |
| 2005      | Gatas y tuercas  | Europa San Juan                   |                 |
| 2006      | Charly tango     | Isabel Marambio                   |                 |
| 2007      | Vivir con 10     | Estela Elgueta                    | ¿? episodios    |
| 2010      | Mujeres de lujo  | Isidora Baeza / Rubí              | Papel principal |
| 2010      | Primera dama     | Luciana Cuadra                    |                 |
| 2011      | Maldita          | Mariana Zúñiga                    |                 |
| 2014      | Chipe libre      | Isabel Urrejola                   |                 |
| 2016      | Preciosas        | Carla Balbontín                   | 22 episodios    |
| 2018-2022 | Verdades ocultas | Amelia Rivera / Agustina Mackenna | Papel principal |
| 2018-2022 | Verdades ocultas | Samanta Müller                    | [ 17 ]          |
| 2018-2022 | Verdades ocultas | Julieta Castillo                  | [ 18 ]          |

| Año  | Título                 | Papel               | Ref.                                    |
| ---- | ---------------------- | ------------------- | --------------------------------------- |
| 2003 | La vida es una lotería | Isabel              | Episodio: ¿De qué se ríe Stevie Wonder? |
| 2006 | Huaquimán y Tolosa     | Valeria             |                                         |
| 2007 | Héroes                 | Mercedes Fontecilla | Episodio: El príncipe de los caminos    |
| 2009 | Mi bella genio         | Paula               | Episodio: Cita a ciegas                 |
| 2009 | Mundos paralelos       | Camila              |                                         |
| 2013 | Bim bam bum            | Mariú García        | Episodio:                               |

#### Programas
- 2020: Te quiero verde (13C) - Presentadora

#### Publicidad
- Ripley Corp. S.A. protagoniza comercial junto a Diana Bolocco, Leonor Varela y Macarena Pizarro.

## Videoclips
- Casino - Bajo Control (2005)
- Francisco González - Óvalo II
- Heaven - Andrés Bobe (2011)
- TEMPLETON: "Los Días" (2012)
- Trinidad Doherty - The First
- Los Tr3s - Hey, hey, hey (2014)
- Martina Petric - Balada 1 (2018)